# Орден Святого Равноапостольного князя Владимира Великого (УПЦ КП)
Орден Святого Равноапостольного князя Владимира Великого (укр. Орден Святого Рівноапостольного князя Володимира Великого) — высшая награда Украинской православной церкви Киевского патриархата. Учреждён для награждения епископата, духовенства, мирян, а также украинских и зарубежных государственных и общественных деятелей, работников культуры и искусств за личный вклад в дело возрождения украинского государства и духовности, повышение роли Украинской Церкви в жизни общества и государства.

## Статутордена
Орден награждают за личный вклад в деле возрождения духовности, повышение роли Церкви в жизни общества и государства.
Орденом награждаются граждане Украины и иностранные граждане.
Орден предназначен для награждения:
- епископата,
- духовенства,
- мирян,
- государственных деятелей,
- работников культуры и искусств.

Награждение орденом производится по благословению Предстоятеля Украинской Православной Церкви.
Награждение производится по представлению правящих архиереев на имя Митрополита Киевского и всея Украины. Вносить предложения о награждении орденом могут также органы законодательной, исполнительной и судебной власти.
Решение о награждении принимается Комиссией по награждениям.
Лица, награждённые орденом, вручаются знак ордена и грамота.
Повторное награждение орденом одной степени не допускается.
Вручение ордена проводится в торжественной обстановке.
Орден, как правило, вручает Предстоятель Украинской Православной Церкви или, по его благословению, епархиальный архиерей.
Орден носят на правой стороне груди.
В случае утраты или порчи ордена дубликат не выдаётся.

## Степени
Орден имеет три степени. Наивысшей степенью ордена является I степень.
Награждение орденом производится последовательно, начиная с III степени.

## Внешний вид знаков
- Знаки ордена изготавливается из сплава меди, серебра и покрывается позолотой. Первые две степени имеет форму многолучевой звезды, на которую наложен крест.
- Знак ордена III степени такой же, как и II степени имеет крест, но не имеет звезды. В середине креста размещен круглый медальон с профильным барельефом святого князя Владимира, стоящего с крестом в полный рост. На обратной стороне — застежка для прикрепления ордена к одежде и выгравирована номер награды.